# 微盟
微盟於2013年4月成立，是中国軟件即服務开发服务商，依托微信生態圈，为用户提供开发、运营、培训、推广等一体化解决方案服务。
2019年1月15日在香港主板上市（港交所：02013）。

## 服务范围
微盟主要为用户提供：O2O服务、社会化客户关系管理、移动电商和轻应用等综合类业务服务。

## 发展史
2020年6月23日，投资短视频平台秒影工场。
2020年4月18日，微盟推出直播扶持计划。
2021年11月9日，微盟收购上海向心云网络科技有限公司（向心云）。